# Marie Mathilde Bucchi
Pour les articles homonymes, voir Bucchi.
Marie Mathilde Bucchi (Agrate Brianza, 18 mai 1812 - Monza, 1er mars 1882) est une religieuse italienne fondatrice des sœurs du Précieux Sang reconnue vénérable par l'Église catholique. 

## Biographie
Marie Matilde Bucchi naît le 18 mai 1812 à Agrate Brianza dans une famille modeste ce qui fait qu'elle fréquente peu l'école et travaille très jeune dans une filature à Monza. Elle devient amie avec Ancilla Ghezzi, qui fonde les adoratrices de Monza en 1849. Marie Mathilde veut entrer dans ce couvent mais Ancilla lui dit que Dieu a un autre projet pour elle et qu'elle sera fondatrice d'une congrégation qui aura pour but l'enseignement. 
En 1852, Marie Mathilde accepte de collaborer avec les canossiennes à Monza. D'autres compagnes la rejoigne et se forme une communauté à laquelle les canossiennes tentent de donner une forme juridique comme un Tiers-Ordre. Cette institution n'est pas approuvée par l'Église car l'existence d'une congrégation dans une autre n'est pas admissible. En 1874, grâce à l'intervention de l'archevêque de Milan, Mgr Luigi Nazari di Calabiana, la communauté se sépare des canossiennes et devient une congrégation autonome. Elle est érigée canoniquement le 17 mai 1876 par Mgr Calabiana sous le nom de sœurs du Précieux Sang. 

## Culte
Le procès information de béatification débute en 1991 pour se terminer en 1992. Elle est reconnue vénérable le 28 avril 2006 par Benoît XVI.